# Olympische Winterspiele 2002/Biathlon – Verfolgung (Frauen)
Das 10-km-Verfolgungsrennen der Frauen im Biathlon bei den Olympischen Winterspielen 2002 wurde am 10. Februar in Soldier Hollow ausgetragen. Von den 60 besten Athletinnen des Sprintwettbewerbs gingen insgesamt 52 aus 21 Nationen an den Start.
Kati Wilhelm, die bereits den Sprint gewonnen hatte, ging als Erste mit einem Vorsprung von 16 Sekunden auf ihre Landsmännin Uschi Disl in die Loipe. Mit 39 respektive 43 Sekunden Rückstand nahmen Magdalena Forsberg aus Schweden und Liv Grete Poirée aus Norwegen die Verfolgung auf. Bereits nach dem ersten Schießen fiel Wilhelm mit drei Schießfehlern auf Rang sechs zurück. Auch Disl schoss zwei Fehler und so konnte Forsberg mit einem fehlerfreien Schießen die Führung vor Poirée übernehmen, die eine Strafrunde absolvieren musste.
Beim zweiten Schießen schafften die beiden Führenden es jedoch nicht, fehlerfrei zu bleiben, und mussten eine Strafrunde laufen. Wilhelm hingegen machte es besser und traf alle fünf Scheiben. Auch die Slowenin Andreja Grašič und die Bulgarin Irina Nikultschina, die bereits beim ersten Schießen fehlerlos blieben, konnten diese Leistung erneut abrufen. Somit nahmen die beiden mit Wilhelm die Verfolgung auf die führende Forsberg auf.
Poirée und Forsberg blieben beim dritten Schießen beide fehlerfrei und verließen gemeinsam den Schießstand, nachdem die Schwedin einige Zeit beim Laufen auf die Norwegerin verloren hatte. Nikultschina und Grašič, die zum dritten Mal ohne Fehler schossen, folgten dem Duo mit einem Defizit von fünf Sekunden respektive 15 Sekunden. Wilhelm hingegen verfehlte bei ihrem vierten Schuss das Ziel und fiel auf den fünften Rang mit einem Rückstand von 30 Sekunden zurück. Ihr folgten in kurzen Abständen Disl, die Französin Florence Baverel-Robert sowie die beiden Russinnen Galina Kuklewa und Olga Pyljowa.
Das letzte Schießen war ein richtiger Nervenkrimi. Nikultschina hatte zu Poirée und Forsberg aufgeschlossen und alle kamen zusammen an den Schießstand. Jede der Athletinnen zeigte jedoch Nerven und so schossen sie jeweils zwei Mal daneben. Während das Führungstrio sich in der Strafrunde befand, begann die Verfolgergruppe mit dem Schießen um die Medaillenränge. Die Französin Baverel-Robert verfehlte zweimal und auch Disls schwache Schießleistung hielt mit drei weiteren Strafrunden an. Grašič und Kuklewa schossen ebenfalls einen Fehler und waren somit nicht mehr in den Kampf um die Podestplätze involviert. Wilhelm und Pyljowa hingegen trafen jeweils alle fünf und gingen zusammen auf die Schlussrunde. Forsberg, Skjelbreid-Poirée und Nikultschina gingen ebenfalls gemeinsam in die letzte Runde, hatten jedoch schon einen Rückstand von mehr als 10 Sekunden auf das Duo an der Spitze. Am Ende setzte sich die Russin mit einem Vorsprung von 5 Sekunden gegenüber Wilhelm durch und sicherte sich somit den Olympiasieg. Im Kampf um Bronze ließ Forsberg abreißen. Trotz der zweitbesten Laufzeit auf der letzten Runde gelang es Poirée nicht, sich im Zweikampf gegen die ehemalige Langläuferin Nikultschina durchzusetzen, da diese die schnellste Zeit auf der letzten Runde lief und sich somit noch die Bronzemedaille sicherte.

## Wettkampfbeschreibung
Für das Verfolgungsrennen über 10 km qualifizierten sich die 60 besten Athleten des vorangegangenen Sprintrennens. Die Siegerin des Sprints ging als Erste ins Rennen, die anderen Athleten starteten mit dem Zeitabstand, den sie beim Zieleinlauf des Sprints hatten. Es waren vier 2,5 km lange und eine 2,75 km lange Laufrunden zu absolvieren, nach den ersten vier mussten die Athleten in der Reihenfolge liegend-liegend-stehend-stehend am Schießstand jeweils fünf Ziele treffen. Für jede nicht getroffene Scheibe musste der Athlet eine Strafrunde mit einer Länge von 150 m absolvieren. Siegerin war, wer als Erste das Ziel erreichte.

## Ergebnisse
| Rang | Stnr,           | Athletin                    | Land               | Startzeit | Zeit (min) | Strafrunden (L+L+S+S) | Defizit (min) |
| ---- | --------------- | --------------------------- | ------------------ | --------- | ---------- | --------------------- | ------------- |
| 1    | 8               | Olga Pyljowa                | Russland           | 1:03      | 31:07,7    | 1 (1+0+0+0)           |               |
| 2    | 1               | Kati Wilhelm                | Deutschland        | 0:00      | 31:13,0    | 4 (3+0+1+0)           | +0:05,3       |
| 3    | 11              | Irina Nikultschina          | Bulgarien          | 1:16      | 31:15,8    | 2 (0+0+0+2)           | +0:08,1       |
| 4    | 4               | Liv Grete Poirée            | Norwegen           | 0:43      | 31:18,3    | 4 (1+1+0+2)           | +0:10,6       |
| 5    | 6               | Galina Kuklewa              | Russland           | 0:51      | 31:31,7    | 3 (1+1+0+1)           | +0:24,0       |
| 6    | 3               | Magdalena Forsberg          | Schweden           | 0:39      | 31:34,0    | 3 (0+1+0+2)           | +0:26,3       |
| 7    | 12              | Katrin Apel                 | Deutschland        | 1:20      | 31:47,9    | 3 (1+0+1+1)           | +0:40,2       |
| 8    | 10              | Andreja Grašič              | Slowenien          | 1:14      | 32:01,9    | 1 (0+0+0+1)           | +0:54,2       |
| 9    | 2               | Uschi Disl                  | Deutschland        | 0:16      | 32:21,2    | 7 (2+2+0+3)           | +1:13,5       |
| 10   | 15              | Ekaterina Dafowska          | Bulgarien          | 1:36      | 32:22,6    | 2 (0+1+1+0)           | +1:14,9       |
| 11   | 14              | Wolha Nasarawa              | Belarus            | 1:33      | 32:24,5    | 1 (0+1+0+0)           | +1:16,8       |
| 12   | 17              | Pawlina Filipowa            | Bulgarien          | 1:39      | 32:35,1    | 2 (0+0+2+0)           | +1:27,4       |
| 13   | 25              | Andrea Henkel               | Deutschland        | 2:00      | 32:35,4    | 1 (0+0+1+0)           | +1:27,7       |
| 14   | 5               | Florence Baverel-Robert     | Frankreich         | 0:46      | 32:39,8    | 3 (1+0+0+2)           | +1:32,1       |
| 15   | 19              | Swetlana Ischmuratowa       | Russland           | 1:46      | 32:50,3    | 3 (0+0+2+1)           | +1:42,6       |
| 16   | 16              | Gunn Margit Andreassen      | Norwegen           | 1:38      | 32:56,8    | 2 (0+0+1+1)           | +1:49,1       |
| 17   | 7               | Sandrine Bailly             | Frankreich         | 0:54      | 32:57,2    | 4 (2+0+0+2)           | +1:49,5       |
| 18   | 13              | Martina Jašicová            | Slowakei           | 1:30      | 33:26,4    | 2 (0+0+2+0)           | +2:18,7       |
| 19   | 18              | Anna Bogali                 | Russland           | 1:44      | 33:40,0    | 3 (0+0+1+2)           | +2:32,3       |
| 20   | 24              | Sanna-Leena Perunka         | Finnland           | 1:58      | 33:44,5    | 1 (0+0+0+1)           | +2:36,8       |
| 21   | 21              | Soňa Mihoková               | Slowakei           | 1:51      | 33:57,4    | 3 (1+0+2+0)           | +2:49,7       |
| 22   | 39              | Kateřina Losmanová          | Tschechien         | 2:33      | 34:04,7    | 2 (1+1+0+0)           | +2:57,0       |
| 23   | 29              | Tamami Tanaka               | Japan              | 2:19      | 34:07,7    | 2 (0+2+0+0)           | +3:00,0       |
| 24   | 30              | Hiromi Suga                 | Japan              | 2:22      | 34:18,8    | 1 (0+0+0+1)           | +3:11,1       |
| 25   | 34              | Eva Háková                  | Tschechien         | 2:28      | 34:20,1    | 2 (0+1+0+1)           | +3:12,4       |
| 26   | 31              | Tetjana Wodopjanowa         | Ukraine            | 2:22      | 34:23,0    | 4 (0+1+2+1)           | +3:15,3       |
| 27   | 9               | Corinne Niogret             | Frankreich         | 1:09      | 34:35,3    | 3 (1+2+0+0)           | +3:27,6       |
| 28   | 44              | Jauhenija Kuzapalawa        | Belarus            | 2:45      | 34:40,1    | 2 (0+0+1+1)           | +3:32,4       |
| 29   | 26              | Lucija Larisi               | Slowenien          | 2:03      | 34:40,2    | 4 (1+1+0+2)           | +3:32,5       |
| 30   | 33              | Jelena Chrustaljowa         | Belarus            | 2:25      | 34:41,5    | 2 (0+1+0+1)           | +3:33,8       |
| 31   | 22              | Irena Česneková             | Tschechien         | 1:52      | 34:41,7    | 3 (1+1+1+0)           | +3:34,0       |
| 32   | 27              | Andreja Mali                | Slowenien          | 2:04      | 34:46,3    | 3 (0+0+2+1)           | +3:38,6       |
| 33   | 23              | Delphyne Burlet             | Frankreich         | 1:56      | 34:48,4    | 3 (0+0+3+0)           | +3:40,7       |
| 34   | 32              | Magda Rezlerová             | Tschechien         | 2:24      | 35:02,9    | 4 (1+1+1+1)           | +3:55,2       |
| 35   | 35              | Anna Murínová               | Slowakei           | 2:29      | 35:14,6    | 3 (1+1+0+1)           | +4:06,9       |
| 36   | 28              | Ryōko Takahashi             | Japan              | 2:17      | 35:20,6    | 3 (0+1+2+0)           | +4:12,9       |
| 37   | 37              | Outi Kettunen               | Finnland           | 2:30      | 35:48,6    | 4 (1+0+2+1)           | +4:40,9       |
| 38   | 46              | Michela Ponza               | Italien            | 2:55      | 35:54,7    | 4 (0+1+2+1)           | +4:47,0       |
| 39   | 38              | Ann-Elen Skjelbreid         | Norwegen           | 2:33      | 35:56,6    | 6 (1+1+2+2)           | +4:48,9       |
| 40   | 53              | Gro Marit Istad-Kristiansen | Norwegen           | 3:31      | 36:13,9    | 4 (1+1+1+1)           | +5:06,2       |
| 41   | 45              | Mami Shindō                 | Japan              | 2:55      | 36:28,6    | 3 (1+0+1+1)           | +5:20,9       |
| 42   | 36              | Saskia Santer               | Italien            | 2:30      | 36:41,8    | 7 (1+2+2+2)           | +5:34,1       |
| 43   | 43              | Anna Stera-Kustusz          | Polen              | 2:43      | 36:59,3    | 4 (0+1+2+1)           | +5:51,6       |
| 44   | 20              | Yu Shumei                   | China              | 1:48      | 37:02,6    | 6 (1+2+3+0)           | +5:54,9       |
| 45   | 49              | Kara Hermanson Salmela      | Vereinigte Staaten | 3:03      | 37:07,7    | 5 (2+0+1+2)           | +6:00,0       |
| 46   | 52              | Katja Holanti               | Finnland           | 3:26      | 37:41,7    | 6 (2+1+2+1)           | +6:34,0       |
| 47   | 50              | Andrea Nahrgang             | Vereinigte Staaten | 3:07      | 38:08,5    | 3 (0+1+1+1)           | +7:00,8       |
| 48   | 51              | Valentina Ciurina           | Moldau             | 3:08      | 38:19,7    | 5 (2+1+2+0)           | +7:12,0       |
|      | 54              | Anita Nyman                 | Finnland           | 3:36      | LAP        | (2+2+3+ )             | LAP           |
| 55   | Dana Cojocea    | Rumänien                    | 3:36               | (2+0+3+ ) | LAP        |                       | LAP           |
| 58   | Andžela Brice   | Lettland                    | 3:51               | (0+0+3+ ) | LAP        |                       | LAP           |
| 60   | Rachel Steer    | Vereinigte Staaten          | 4:00               | (2+4++ )  | LAP        |                       | LAP           |
|      | 40              | Nathalie Santer             | Italien            | 2:33      | DNS        | DNS                   | DNS           |
| 41   | Iwa Karagjosowa | Bulgarien                   | 2:37               |           | DNS        | DNS                   | DNS           |
| 42   | Liu Xianying    | China                       | 2:38               |           | DNS        | DNS                   | DNS           |
| 47   | Nina Lemesch    | Ukraine                     | 2:56               |           | DNS        | DNS                   | DNS           |
| 48   | Olena Petrowa   | Ukraine                     | 3:00               |           | DNS        | DNS                   | DNS           |
| 56   | Kong Yingchao   | China                       | 3:49               |           | DNS        | DNS                   | DNS           |
| 57   | Sun Ribo        | China                       | 3:51               |           | DNS        | DNS                   | DNS           |
| 59   | Alena Subrylawa | Ukraine                     | 3:52               |           | DNS        | DNS                   | DNS           |